# Brantford Airport
Brantford Airport är en flygplats i Kanada.   Den ligger i provinsen Ontario, i den sydöstra delen av landet, 500 km sydväst om huvudstaden Ottawa. Brantford Airport ligger 247 meter över havet.
Terrängen runt Brantford Airport är platt, och sluttar österut. Runt Brantford Airport är det glesbefolkat, med 19 invånare per kvadratkilometer.. Närmaste större samhälle är Brant, 0,96 km nordväst om Brantford Airport. 
Omgivningarna runt Brantford Airport är en mosaik av jordbruksmark och naturlig växtlighet.